# Michel Bauwens
Michel Bauwens (nacido el 21 de marzo de 1958) es un teórico e investigador belga, especializado en asuntos de tecnología, cultura e innovación en los negocios.  Es un teórico en el campo emergente de la producción entre pares, director y fundador de la P2P Foundation, una organización global de investigadores que trabajan en la exploración de la producción, el gobierno y la propiedad entre pares. Es autor de varios ensayos, incluida su tesis seminal La economía política de la producción entre pares.

## Biografía
Bauwens es el fundador de la Fundación para las Alternativas Peer-to-peer (Foundation for Peer-to-Peer Alternatives) y trabaja en colaboración con un grupo de investigadores a nivel global en el estudio de la producción en colaboración, gobierno y propiedad. Fue analista para la Agencia de Información de los Estados Unidos, gestor de conocimiento para British Petroleum (donde creó uno de los primeros centros de información virtuales), director de Estrategias de eBusiness para Belgacom, así como empresario de Internet en su país de origen, Bélgica.
Es exeditor en jefe de la primera revista europea sobre convergencia digital, "Wave" (en holandés).
Junto a Frank Theys, Bauwens es el cocreador del documental de tres horas "TechnoCalyps" sobre "las metáforas de la tecnología". Junto a Salvino Salvaggio, coeditó la obra en dos volúmenes "Antropología de la Sociedad Digital" (en francés).
Ha impartido cursos sobre antropología de la sociedad digital a estudiantes de posgrado en ICHEC/St. Louis en Bruselas, Bélgica y cursos relacionados en la Universidad Payap y en la Universidad Chiang Mai de Tailandia.
Bauwens es el autor de un gran número de ensayos, incluyendo los fundamentales "Peer to Peer y la evolución humana" y "La economía política del trabajo colaborativo". También fue editor del boletín electrónico conocido como "Pluralities-Integration" (hasta 2007, cuando cesó su producción).
En 2008, trabajó como experto externo en la Academia Pontificia de Ciencias Sociales de la Santa Sede.
Actualmente es investigador en la Universidad de Ámsterdam y además coordina el proyecto de investigación FLOK Society, del Instituto de Altos Estudios Nacionales en Ecuador, el cual busca cambiar la matriz productiva de Ecuador hacia una sociedad basada en el conocimiento común y abierto.
Bauwens vive actualmente en Bangkok, Tailandia. En febrero de 2009 se unió a la Universidad de Dhurakij Pundit como profesor, ayudando a desarrollar además el Asian Foresight Institute.

## Teoría del Peer-to-peer
En "La economía política del trabajo colaborativo" Bauwems define el fenómeno P2P como una incipiente alternativa a la sociedad capitalista, aunque argumenta que "el trabajo colaborativo es altamente dependiente del mercado ya que produce valor de uso mayormente a través de producción inmaterial, sin aportar un ingreso directo a los productores" Bauwens continúa diciendo que la interdependencia es, sin embargo, mutua: el sistema capitalista y la economía de mercado dependen también de la producción de P2P, particularmente en redes de producción y procesamiento de información. En consecuencia, la economía del P2P puede ser entendida como una extensión, o que existe ya como alternativa a la producción de Software Libre, código abierto y otras economías de bienes no rivales.
Esta idea es también explorada en el ensayo "Peer to Peer y la evolución humana" que expande el meme P2P más allá del campo de la computación. Argumenta que las redes igualitarias son una nueva y emergente forma de relacionarse en la sociedad que está transformando profundamente la organización de nuestra civilización.  El ensayo argumenta que esta nueva forma de democracia no representativa es crucial para encontrar soluciones a los desafíos y problemas globales; así como también un ethos nuevo y progresista que representa las máximas aspiraciones de las nuevas generaciones.

## Ensayos
Relacionalidad “peer-to-peer”, Barcelona Metrópolis, 2010.